# Гризодубов, Степан Васильевич

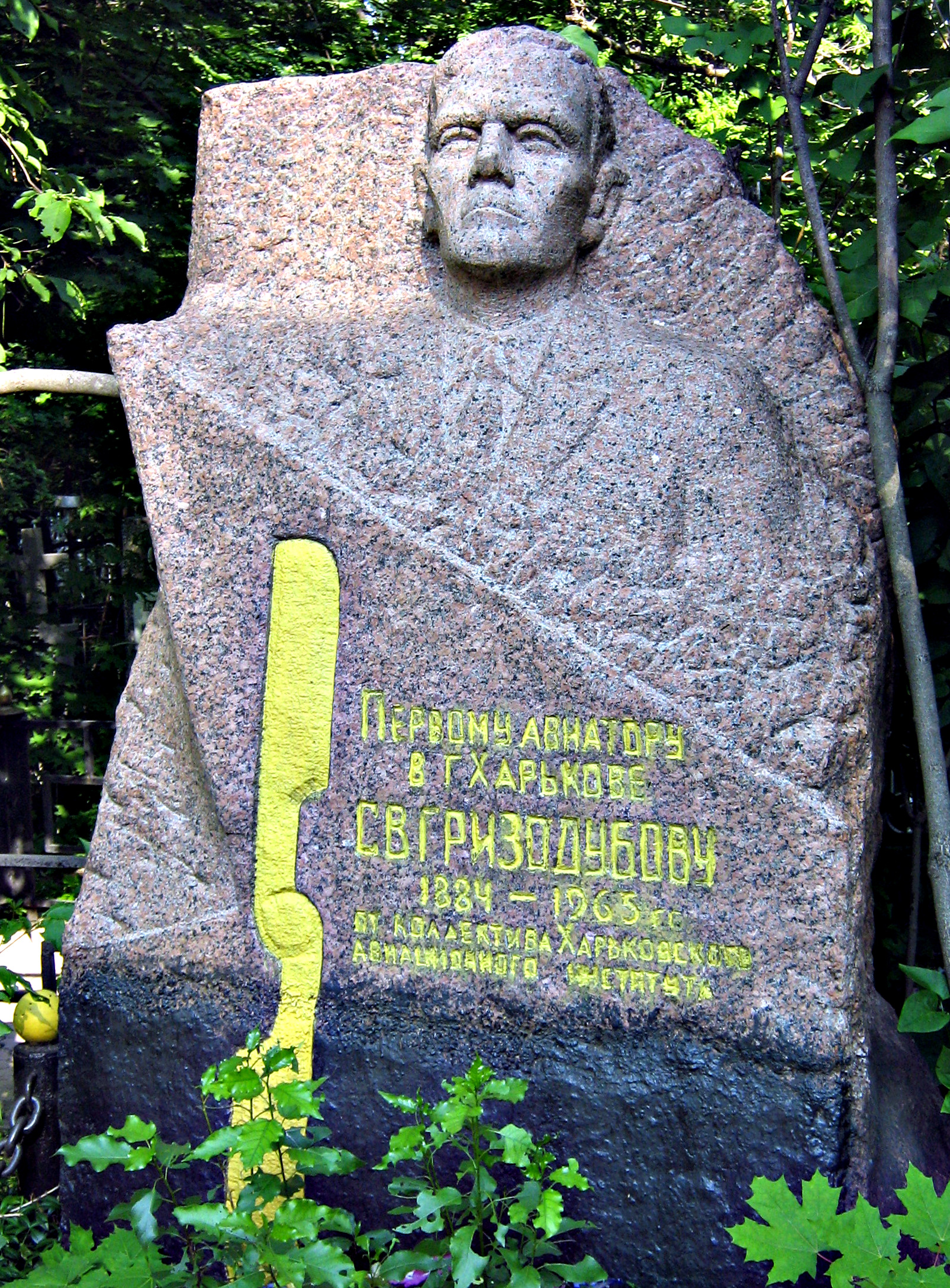
Памятник Степану Гризодубову на втором мемориальном кладбище в Харькове.

Степа́н Васи́льевич Гризоду́бов (13 июля 1884, Пархомовка, Харьковская губерния — 11 декабря 1965, Харьков) — российский и советский лётчик, авиаконструктор, один из пионеров российской авиации, отец Героя Советского Союза Валентины Гризодубовой..

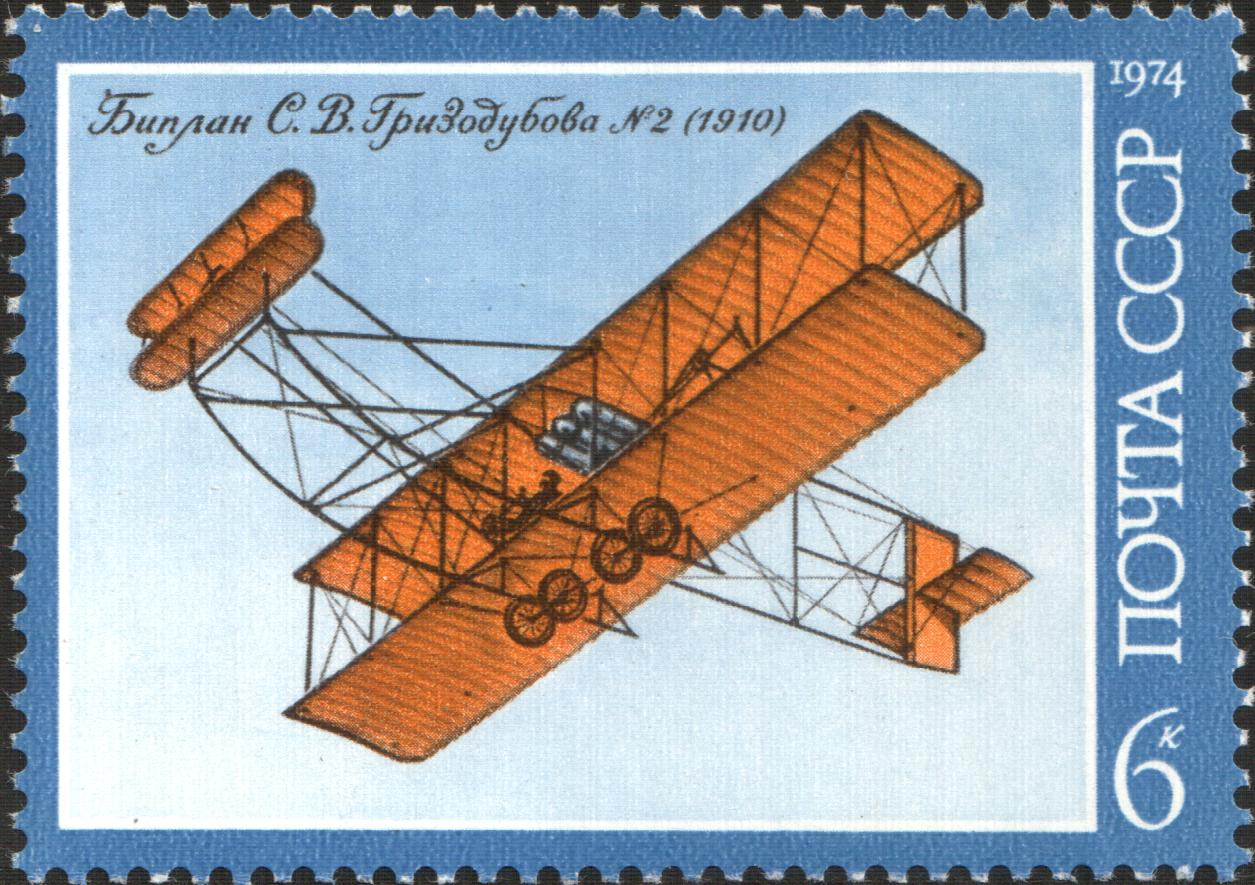
Биплан С. В. Гризодубова № 2 (1910). Почтовая марка СССР, 1974 год, серия «Отечественное авиастроение». «…вместо самолета С. В. Гризодубова № 2 изображен первый тип самолета конструктора, так называемый „Гризодубов — Райт“»

## Семья
Прадед: Гризодубов Иван Андреевич (1803-24.04.1876) — после окончания Ахтырского духовного училища состоял дьячком в с. Ульяновском Сумского уезда.
Жена: Мария Устиновна (1813),
Дети: Ефим (1832—1870), Михаил (1833), Александр (1836), Надежда (1842) и Иван (1846).
Дед: Гризодубов Михаил Иванович (8 ноября 1833) — потомственный дворянин, надворный советник. В 1851 г. исключен по болезни из Ахтырского духовного уездного училища, и принят в Харьковское губернское правление писцом 2 разряда. С ноября 1871 года М. И. Гризодубов помощник Сумского уездного исправника. Отставка с 16 декабря 1895 года. Кавалер орденов «Св. Станислава» III степени, «Св. Анны» III степени, «Св. Владимира» IV степени.
Жена: Мария Андреевна.
Дети: Василий (1.01.1859), Иван (24.05.1863-13.06.1899), Онисим (15.02.1871-29.06.1872), Мария (2.03.1861), Варвара (20.10.1865), Неонила (16.10.1867).
Отец: Гризодубов Василий Михайлович (1.01.1859) — потомственный дворянин, надворный советник. Закончил в 1879 г. Сумское реальное училище, и определён на службу в канцелярию предводителя дворянства Сумского уезда. В начале XX в. служил в харьковской казённой палате.
Жена: Дарья Ивановна.

## Биография
Родился в семье чиновника канцелярии предводителя дворянства Сумского уезда. Окончил Харьковское железнодорожное училище и стал мастером электромеханического ремесла. Заведовал электростанцией дворянского собрания Харькова, кроме того имел собственную электромеханическую мастерскую, по переулку Мордвиновскому 13, а затем по улице Мироносицкой 91. С 1908 строил копию самолёта братьев Райт. Не имея чертежей, он использовал для их составления фрагменты купленной им киноплёнки с кадрами полётов самолёта братьев Райт. Первый его самолёт не смог подняться в воздух. Несмотря на неудачу, Гризодубов продолжил работу, и третий его самолёт, построенный им в 1912 году, полетел. В 1915–1916 годах Гризодубов служил в армии, где после обучения в Петроградской школе авиации получил диплом пилота-авиатора.
В 1919–1920 командовал мастерскими Харьковского авиапарка, восстанавливал самолёты для Красной Армии. С 1924 года руководил секцией планёрного спорта и маломощной авиации Общества авиации и воздухоплавания Украины и Крыма. Один из организаторов планеризма в стране. В 1940 построил мотопланер, однако двигатель к нему не закончил, и испытывал его в безмоторном полёте. 
Отец лётчицы Валентины Гризодубовой.

## Память
- В квартире Гризодубова в Харькове (ул. Мироносицкая, 54Б) располагается Мемориальный музей-квартира семьи Гризодубовых.

- В сентябре 1968 года в городе Харькове в районе посёлка Жуковского улица Горная была переименована, и стала называться улицей Гризодубова.